# Eres tú (canción de Belanova)
«Eres Tú» es el título de la versión en español de What I've Been Looking For, interpretada por Belanova y grabada exclusivamente para la edición latinoamericana de la banda sonora de High School Musical
- Datos: Q5835598